# José Venancio Pec
José Venancio Pec (18?? - 1852), fue un caudillo maya peninsular, que junto con Jacinto Pat, Florentino Chan, Cecilio Chi y Manuel Antonio Ay encabezó durante una época a los rebeldes mayas durante la denominada guerra de Castas. Después de la muerte de Chi, se distanció de Jacinto Pat y lo asesinó en el rancho de Holchén (hoy municipio de Tekit, Yucatán, México).

## Datos históricos
Los indígenas mayas habían sido sometidos religiosa, cultural y físicamente durante los 300 años que siguieron a la conquista de Yucatán. Existía un férreo control social en la península yucateca de todos los grupos sociales que no fueran españoles o criollos. Había algunas zonas de Yucatán, como en la región de Valladolid, donde el control social se expresaba con mayor severidad.
La población criolla era la que más favorecía dicha estructura. La estructura que pudiera haberse llamado de castas: (peninsulares, criollos, mestizos, negros, y sus diversas combinaciones), persistió, y lo cierto, es que en ese esquema los indígenas mayas ocuparon siempre el lugar inferior en la escala social. Fue a partir de estas realidades como se incubó y fraguó uno de los procesos de rebeldía y de sublevación más encarnizados que se dio en el México independiente ya entrado el siglo XIX: la guerra de Castas.
Esta sublevación maya inició el 30 de julio de 1847, tras el fusilamiento de Manuel Antonio Ay, una vez que fue descubierta una conjura en contra del poder y la autoridad instituida en el Yucatán de mediados del siglo XIX, al habérsele encontrado una carta de Cecilio Chi, en la que se discutían cuestiones sobre la estrategia de la lucha maya que querían emprender en contra de los blancos y mestizos que los sojuzgaban.
El fusilamiento de Ay fue lo que precipitó el inicio de las hostilidades, cuando el ejército del gobierno de Yucatán, ingresó en Tepich buscando a sus cómplices, quemando las casas y castigando severamente a la población maya del pueblo. Eso fue lo que decidió a los rebeldes a entrar en la acción bélica conforme habían previsto. Los caudillos mayas se reunieron en Columpich el 7 de agosto de 1847, convocados por Jacinto Pat a la que asistieron además de José Venancio Pec, Cecilio Chi, Florentino Chan y Bonifacio Novelo. A partir de ahí se generalizaron las hostilidades en una guerra en que los mayas llegaron a arrinconar a la población mayoritariamente blanca en la parte occidental de la península de Yucatán y en la que virtualmente el único reducto importante que no cayó en sus manos fue la ciudad de Mérida
Con el tiempo, José Venancio Pec, que encabezó a los rebeldes en la zona nor-oriental de la península y con campamento inicial en Nohyaxché, tuvo diferencias con Jacinto Pat, que residía en Tihosuco y quien aceptó los tratados de Tzucacab con las autoridades gubernamentales sin consultarlo con sus aliados. Ese hecho fue repudiado por Cecilio Chi y por José Venancio. Pat veía la negociación política como una manera de evitar más muertes y de restablecer la nación maya en su territorio y con gobierno propio, en tanto que Pec y Chi privilegiaban el uso de la fuerza y la voluntad de exterminio total de los blancos. Una cosa, sin embargo, los unió fuertemente a los tres: eran orgullosos de su origen maya y a toda costa querían librar al pueblo maya de la miseria y la explotación que les era impuesta.
Cuando los mayas sublevados se percataron de que el exterminio de la población yucateca de origen europeo no podría realizarse, encauzaron la idea de constituir una sociedad independiente y autónoma organizando a los pueblos insurrectos del oriente de la península de Yucatán. Florentino Chan y Venancio Pec capitanearon a partir de octubre de 1849 este proyecto independentista. Los pueblos rebeldes nombraron a sus “reyes y demás mandatarios” según la antigua costumbre, dándose un gobierno indígena y comenzaron a formar asentamientos en el territorio rebelde con capital en la población de Chan Santa Cruz.
El estado maya del Oriente no tardó mucho tiempo en organizarse. En 1850 los mayas rebeldes ocupaban diversos asentamientos en la selva oriental que, finalmente se convertiría en su región de refugio durante medio siglo. El rebelde José María Barrera, en búsqueda de un sitio donde refugiarse encontró, cerca de un cenote ubicado en un rancho abandonado, un árbol de caoba en el que estaba grabada una cruz que fue considerada como “santa”. En este sitio Barrera fabricó una cruz que colocó en una plataforma y con el auxilio de Manuel Nahuat, que era ventrílocuo, hizo que la gente creyera que la cruz se comunicara con ella. Con este método exhortó a los rebeldes a continuar su lucha en contra de los blancos. Los indígenas creyeron en el poder de esta cruz parlante y se establecieron ahí, fundando el pueblo de Chan Santa Cruz. Con ello dio inicio la sociedad denominada los Cruzoob. El asentamiento creció y llegó a contar con el reconocimiento de los demás ranchos establecidos por los rebeldes.
De esta forma el Chan Santa Cruz de Venancio Pec, se colocó en el centro de la alianza de los mayas rebeldes insumisos y a partir de su fundación transformó la guerra de castas de Yucatán en un enfrentamiento de dos grupos diferenciados: los "blancos" con base en Mérida y los cruzoob cuya capital fue Chan Santa Cruz y que se propagó hacia el sudeste hasta llegar a Bacalar y, en dirección al noroeste, hasta la antigua ciudad maya de Tulum, en la costa del Caribe.
Esta nación maya, con ejército y gobierno propio, fundada entre otros por José Venancio Pec, existió durante más de medio siglo con capital en la ciudad de Noj Kaaj Santa Cruz X Baalam Naj o Chan Santa Cruz, hoy llamada Felipe Carrillo Puerto, hasta mayo de 1901 en que fue reducida por el ejército mexicano comandado por el general Ignacio A. Bravo.
A la muerte de Cecilio Chi a manos de su secretario por un asunto de infidelidad de la mujer de Chi, las diferencias entre Pec y Jacinto Pat que rivalizaban en el liderazgo de los mayas insurrectos, se incrementaron. Llegó el punto en que José Venancio salió a buscar a Pat cuando lo acusó de traicionar al movimiento rebelde, después de los tratados de Tzucacab, mediante un manifiesto que hizo conocer públicamente:

Hora es esta en que nos es preciso hacer saber que no es ya comandante (del movimiento bélico) Jacinto Pat, por haber faltado a nuestro mandato, y por cuyo motivo en donde quiera que se le encuentre allí será asesinado.

Por su lado, Venancio Pec murió en combate al resistir a las fuerzas del coronel yucateco Novelo, en Chan Santa Cruz, a finales de 1852.